# Кожамжаров, Бапыш
Бапыш Кожамжаров (1860, Сызган — 1928, там же) — казахский домбрист, кюйши.
Происходил из семьи с богатой и устойчивой музыкальной традицией — среди близких родственников Кожамжарова были известные в тех краях айтыскеры и жырау, из племени конырат.
В районе Каратау, где часть рода конырат кочевала с XIV века, смешанно жили роды всех трёх казахских жузов; регион был зоной активного культурного взаимодействия казахов, каракалпаков, узбеков, туркмен, племён Приаралья и Прикаспия, что отразилось на смешении стилей в музыке данного региона, оформившегося в самостоятельный тип домбыровой музыки, — так называемое «каратауское шертпе». Носителем и ярким выразителем этого стиля и был кюйши Бапыш Кожамжаров.
Исполнительское мастерство наследовалось как сочетание музыкальных традиций соседних регионов Сары-Арки и Каратау. В творчестве заметно одновременное влияние таких разных, но одинаково выдающихся музыкантов, как Ыкылас Дукенов и Таттимбет Казангапов.
Кюи «Қаратау», «Қара жорға», «Ыңғай төкпе», «Бес жорға» донёс до современников его внук, известный домбрист «школы Бапыша», кюйши Толеген Момбеков. В 1970 году эти произведения записаны на пластинку «Антология казахских кюйев».